# Emmesomyia trimaculata
Emmesomyia trimaculata este o specie de muște din genul Emmesomyia, familia Anthomyiidae. A fost descrisă pentru prima dată de Stein în anul 1911. Conform Catalogue of Life specia Emmesomyia trimaculata nu are subspecii cunoscute.